# سنجار (الحلة)
سنجار هي إحدى القرى أو المناطق التابعة لمدينة الحلة مركز محافظة بابل في العراق وبابل هي عاصمة الامبراطورية البابلية العظيمة التي ذاع اسمها في كل ارجاء المعمورة.
تم في بابل تدوين الكتاب المقدس لأول مرة من قبل الكتاب اليهود الذين اتى بهم نبوخذ نصر كأسرى إلى بابل بعد تدمير مدينة القدس، وذكرت بابل في القرآن والإنجيل.
واسم سنجار مشتق من «سين - جار» و «سين» هو اله القمر عند البابليين، أما موقعها الجغرافي فهي لا تبعد كثيرا عن مدينة بابل الاثرية لان الفاصل الوحيد بينهما هو شط الحلة أحد افرع نهر الفرات.